# Sindacato italiano lavoratori fumetto
Il Sindacato italiano lavoratori fumetto animazione illustrazione comunicazione visiva (in sigla SILF) nasce nel 2000 nell'ambito del SLC/CGIL ed è il primo sindacato italiano a rappresentare gli interessi di categoria dei lavoratori del fumetto e dell'animazione. Dal punto di vista formale il SILF è un sindacato di categoria affiliato alla sigla SLC, che è a sua volta un sindacato aderente alla confederazione CGIL.

## Storia
Il percorso che ha visto la formazione di questa sigla sindacale (una delle più giovani nell'ultracentenario panorama sindacale italiano) ha comportato incontri e confronti tra diverse associazioni di categoria (come Anonima Fumetti, per il settore fumetto, Associazione illustratori, per l'illustrazione, e ASIFA Italia, per l'animazione) nella seconda metà degli anni novanta. In seguito venne coinvolto direttamente l'allora Segretario Generale della CGIL Sergio Cofferati e poi l'allora Segretario Generale di SLC Fulvio Fammoni. Avviate le formalità, venne indetta l'Assemblea costituente il 5 febbraio 2000, a Milano, che assegnò i primi incarichi operativi. Gianfranco Goria e Marco Cattaneo procedettero quindi con la Fondazione effettiva, che ebbe luogo a Roma con relativo atto notarile. Da allora il SILF svolge la sua normale attività sindacale e ha contribuito al riconoscimento formale delle professioni di categoria (Decreto ministeriale 15 marzo 2005, parte 1), all'inserimento di queste figure nel fondo pensionistico ENPALS (Decreto ministeriale 15 marzo 2005, parte 2), all'inserimento di nuove norme di legge sul diritto di autore, specifiche per la categoria, nella bozza di modifica prevista dal Comitato consultivo permanente per il diritto d'autore presieduto dal professor Alberto Maria Gambino.
La sigla viene definitivamente e integralmente assorbita dal sindacato di categoria SLC CGIL (Sindacato lavoratori della comunicazione) nell'apposita Sezione Fumettisti, dal gennaio 2014 (Comunicato stampa su agenzia afNews.info).

## Organigramma
Fondatori5 febbraio 2000 - Marco Cattaneo, Gianfranco Goria
PresidentiGrazia Nidasio, dal 2000 al novembre 2008 - Gianfranco Goria, dal 2008 al gennaio 2010
Segretari generaliGianfranco Goria, dal 2000 al novembre 2008 - Francesco D'Agostino dal 2008 al giugno 2009 - Tiziano Riverso subentra con diverso incarico da parte di SLC dal 2011, poi coadiuvato da Vittorio Forelli, fino al 31 dicembre 2013
Segretari organizzativiMarco Cattaneo, dal 2000 al novembre 2007